# Hibbertia grossulariifolia
Hibbertia grossulariifolia är en tvåhjärtbladig växtart som först beskrevs av Richard Anthony Salisbury, och fick sitt nu gällande namn av Richard Anthony Salisbury. Hibbertia grossulariifolia ingår i släktet Hibbertia och familjen Dilleniaceae. Inga underarter finns listade i Catalogue of Life.